# XD 1000-1200
Les XD 1000-1200 sont une série d'autorails à moteur Diesel fabriqués par De Dietrich pour le compte des compagnies ferroviaires françaises avant la création de la SNCF.
Un protoype est mis en service en 1933 ; les commandes et les mises en service de 34 engins de série surviennent dans les deux ans qui suivent. Si les différents lots partagent des caractéristiques communes (longueur de caisse, motorisation, puissance), la SNCF décide finalement de les immatriculer finalement dans des séries différentes selon la compagnie qui les avait achetés. Les derniers exemplaires sont radiés en septembre 1960.
Le son particulier des deux moteurs Diesel à cycle deux temps qui les équipent à l'origine leur vaut le surnom générique de « Glouglou » tout comme l'appellation « autorail De Dietrich 210 ch » est parfois retenue, eu égard à la puissance cumulée de ces deux moteurs.

## Genèse de la série
Outre sa production d'appareils de chauffage, l'entreprise De Dietrich de Reichshoffen construit des wagons et des voitures pour les compagnies de chemin de fer françaises. Les commandes baissant, elle cherche à se diversifier en se lançant dans la construction d'autorails, mode de transport alors en plein développement en France.
Voulant de démarquer de Renault et de Bugatti, alors très présents sur le marché, De Dietrich opte pour des solutions techniques inédites. Le principe retenu repose sur une double motorisation avec des groupes de faible puissance installés directement sur les bogies — cela simplifie la transmission, améliore la tenue de voie en abaissant le centre de gravité et réduit les vibrations de la caisse —, associée à une caisse légère. Les moteurs, en position inclinée sur les bogies, sont plus facilement démontables. Le chauffage des compartiments voyageurs est réalisé au moyen d'une chaudière De Dietrich au fioul qui alimente des radiateurs à eau, le chauffage par circulation de l'eau de refroidissement du moteur n'étant pas jugé assez efficace.
Le prototype effectue sa première circulation le 24 juin 1933 sur la ligne appartenant à De Dietrich qui relie Mouterhouse à Bannstein. Le constructeur réalise, les 8 et 9 septembre 1933, un voyage de démonstration entre Paris, Dreux et Bagnoles-de-l'Orne, auquel participent les dirigeants des grandes compagnies ferroviaires françaises. Toutes passent commande du modèle auprès de De Dietrich, sauf la Compagnie des chemins de fer de Paris à Lyon et à la Méditerranée (PLM) qui estime la puissance de l'autorail insuffisante pour les lignes à profil difficile de son réseau et la Compagnie des chemins de fer du Nord qui s'équipe localement auprès des Aciéries du Nord. L'Administration des chemins de fer d'Alsace et de Lorraine (AL), outre sa commande d'autorails neufs, achète le prototype.

## Description

### Caractéristiques techniques
La caisse du prototype possède une ossature en alliage léger recouverte de plaques en duralium ; sur les exemplaires de série, toutes ces structures sont en acier mais dans tous les cas la longueur hors tampons de l'appareil est fixée à 17,900 m.
Les moteurs d'origine de ces autorails, construits par la compagnie lilloise de moteurs (CLM 85L4) sous licence Junkers, sont déjà largement utilisés dans l'industrie automobile. Ce sont des moteurs Diesel à cycle deux temps, à quatre cylindres et à huit pistons où deux pistons par cylindre travaillent en opposition — le rendement de ce type de moteurs n'est pas optimal. Leur puissance s'élève à 77 kW (105 ch). Sur chaque bogie, un moteur est accouplé à une boîte de vitesses mécanique Mylius CV2 à commande pneumatique, à quatre rapports avec inverseur, qui transmet le mouvement à l'essieu intérieur du bogie. Les roues du prototype, qui possèdent entre le boudin et le moyeu trois anneaux élastiques destinés à amortir les vibrations, sont remplacées par des roues monobloc sur les autorails de série. Pour améliorer l'inscription du bogie dans les courbes de la voie et assurer une meilleure adhérence, les roues porteuses de chaque bogie (côté extrémité de l'autorail) ont un diamètre de 760 mm et les roues motrices (côté intérieur) sont plus grandes avec 850 mm ; en outre, le pivot du bogie est décalé vers l'intérieur. Le freinage est assuré par un double dispositif : tambours calés sur les essieux et patin électro-magnétique plaqué sur le rail. Comme sur la plupart des autorails à cette époque, aucun dispositif d'attelage n'est prévu.
À partir de 1952, les XD 1000-1200 bénéficient d'un nouveau moteur Diesel Poyaud 4 PDT à l'architecture conventionnelle qui permet d'augmenter de 20 ch leur puissance globale. Vers la même époque, d'autres modifications sont apportées : remplacement des freins à tambour par des freins à sabot plus efficaces et plus faciles d'entretien, démontage du frein par patin électro-magnétique et installation d'un attelage Willison permettant la circulation en jumelage (un conducteur par autorail).

### Aménagements intérieurs
L'aménagement intérieur des autorails de série de l'AL est identique à celui du prototype : les sièges (brevet Épéda) sont confortables voire luxueux avec un revêtement en cuir mais les dossiers des banquettes ne sont plus individuels. Parmi tous les engins livrés, ceux destinés à ce réseau sont les seuls dont le pupitre de conduite soit disposé à droite.
La Compagnie des chemins de fer de l'Est choisit deux types d'aménagement ; l'un favorise le service « banlieue » avec plus de sièges répartis en deux classes et des accès facilités ; l'autre est orienté vers le service « grandes lignes » avec moins de places mais en classe unique et avec un local à bagages agrandi.
Les autorails de l'État sont aménagés avec deux compartiments en classe unique et un local à bagages agrandi, des strapontins et des banquettes rabattables.
Le PO-Midi retient pour ses autorails un aménagement intérieur voisin de celui des « grandes lignes » de l'Est, avec toutefois des portes plus larges pour le local à bagages.
| Réseau  | Nombre d'exemplaires | N° réseau origine        | N° SNCF final   | Places assises | Strapontins | Aménagements particuliers           |
| ------- | -------------------- | ------------------------ | --------------- | -------------- | ----------- | ----------------------------------- |
| AL      | 1                    | ZZr 11 puis 12           | XD 1001 à 1011  | 69             | 6           |                                     |
| AL      | 10                   | ZZr 13 à 22              | XD 1001 à 1011  | 69             | 6           |                                     |
| Est     | 2                    | ZZ ABCEt 90001 et 90002  | XD 1021 et 1022 | 69             | 6           | Banlieue (deux portes latérales)    |
| Est     | 6                    | ZZ ABsCEty 70001 à 70006 | XD 1031 à 1036  | 59             | 6           | Grandes lignes (une porte latérale) |
| État    | 6                    | ZZy 24801 à 25806        | XD 1101 à 1106  | 48             | 12          | Fourgon agrandi                     |
| PO-Midi | 10                   | ZZ PEty 23921 à 23930    | XD 1201 à 1210  | 59             | 6           |                                     |

## Carrière et services

Lignes européennes parcourues par les XD 1000-1200 vers 1935.

Tous les autorails sont livrés aux différents réseaux entre 1933 et 1935. Les exemplaires de l'AL, arrivés les premiers, sont affectés à Strasbourg et Mulhouse d'où ils quadrillent les lignes d'Alsace et de Lorraine, de Sarreguemines au nord à Belfort au sud et jusqu'à Bâle. Ceux de l'Est, affectés à Vitry-le-François, rayonnent notamment vers Reims ou Troyes. Les autorails de l'État sont basés à Rennes et assurent des services sur un large périmètre allant de Saint-Malo au Mans. Les unités du PO-Midi, dépendant du dépôt d'Agen, circulent vers Auch ou Tarbes.
Après la Seconde Guerre mondiale, et alors que quatre unités ont été détruites par faits de guerre, toutes les autres sont regroupées dans la région Est de la SNCF et affectées à Mohon, Vitry-le-François puis Châlons-sur-Marne puis Langres, Strasbourg et Mulhouse-Île Napoléon ; ils assurent des dessertes omnibus autour de ces villes, les autorails de Mulhouse conservant leur tournée vers Bâle.
Au milieu des années 1950, l'arrivée des X 3800 restreint leur activité à des navettes de service à Chaumont, Mohon, Mulhouse et Strasbourg. Les dernières unités sont radiées en septembre 1960 : aucun de ces autorails ne bénéficie de la renumérotation dans la série des X 41000 qui devait leur échoir deux ans plus tard.

## Les De Dietrich 210 ch en-dehors de la SNCF

### Houillères du bassin de Lorraine
L'un des autorails (ex État) est gravement endommagé dans un incendie en 1939. Racheté par De Dietrich mais resté inemployé par cette entreprise après la Seconde Guerre mondiale, il est vendu en 1952 aux Houillères du bassin de Lorraine (HBL). Débarrassé de la plus grande partie de ses aménagements intérieurs pour accroître sa capacité et équipé de portes coulissantes à commande pneumatique, il sert, pendant de nombreuses années, de navette transportant les ouvriers entre les différents sites, dont le siège de Merlebach. Remotorisé en 1964 avec deux moteurs Diesel Poyaud, il reste en service jusqu'en 1980, date à laquelle il est remplacé par un X 3800,.
Il est conservé au musée du carreau Wendel à Petite-Rosselle.

### Proche-Orient
En 1934, quatre exemplaires de ce type d'autorail circulent en Syrie sur le Chemin de fer de Damas à Alep. Deux d'entre eux sont longs de 18,120 m, les deux autres de 19,520 m. Ils sont modifiés pour répondre aux contraintes du climat local : refroidissement des moteurs amélioré, ventilation des compartiments renforcée par la pose de prises d'air orientables en toiture, installation de distributeurs de boissons fraîches pour les passagers. Dépourvus d'attelage, ils ne peuvent opérer qu'en solo. Ils circulent entre Alep, Rayak et Tripoli, allant même jusqu'à Beyrouth,.
Après l'indépendance du Liban (1943) et de la Syrie (1946), ils sont versés en 1956 au parc des Chemins de fer syriens mais continuent d'assurer les mêmes services jusque vers 1980.